# Justus Josef Erhorn
Justus Josef Erhorn, genannt Biwi, (* 2. Februar 1935 in Dachau; † 7. Januar 2006 ebenda) war ein Dachauer Original.

## Leben
Erhorn absolvierte zunächst eine Lehre als Papiermacher. Mit seiner Frau Margarethe war er ab 1962 Pächter des Postsportheims an der Amper. 1963 wurde sein Sohn Sepp geboren. Im gleichen Jahr wurde Erhorn Pächter und Wirt der Gaststätte Kochwirt in der Dachauer Altstadt, das er bis zu seinem Tod im Jahr 2006 betrieb. Er galt als eines der letzten Dachauer Originale, das in weiten Teilen Oberbayerns bekannt war. Edgar Forster verfasste mehrere Bücher über ihn. Das wichtigste davon ist Der Kochwirt, erschienen im Babel-Verlag. In Edgar Forsters Führung durch die Dachauer Altstadt Luja und Prost werden einige Geschichten und Ereignisse um Erhorn herum erzählt. Erhorn war verheiratet und hatte zwei Söhne. An seiner Beerdigung nahmen mehr als 1000 Menschen teil.